# Capital temporal
Una capital temporal o una capital provisional es una ciudad o pueblo elegido por un gobierno como base interina de operaciones debido a alguna dificultad para retener o establecer el control de un área metropolitana diferente. Las circunstancias más comunes que conducen a esto son una guerra civil, donde se disputa el control de la capital, o durante una invasión, donde la capital designada es tomada o amenazada.

## Ejemplos históricos
- Durante la Guerra de Independencia de Hungría (1848-1849), el gobierno se trasladó de Pest-Buda a Debrecen. Ocurrió lo mismo entre 1944 y 1945.[1]

- Durante la Guerra de las soberanías (Colombia, 1860-1862) , Pasto fue declarada capital temporal por los líderes del Partido Conservador Colombiano.[2]

- Durante el período previo y las primeras semanas de la guerra civil estadounidense, el gobierno provisional de los Estados Confederados de América se reunió en Montgomery, Alabama[3] antes de trasladarse a Richmond, Virginia después de que Virginia se uniera a la Confederación. Asimismo, después de la caída de Richmond en 1865, el gobierno evacuó a Danville, Virginia antes de la rendición de Robert E. Lee en Appomattox.[3]

- Durante la guerra franco-prusiana (1870-1871), el Gobierno de Defensa Nacional de Francia mantuvo dos capitales temporales. El presidente Louis Jules Trochu dirigió los ministerios del gobierno en la sitiada París, mientras que el ministro del Interior, Léon Gambetta, evacuó otros ministerios a Burdeos.

- Durante el gobierno del Raj británico en la India, algunas partes de la administración se mudaron temporalmente cada verano a Shimla, donde el clima es más fresco.

- El gobierno de la Primera República de Filipinas bajo Emilio Aguinaldo tuvo 4 capitales temporales diferentes a lo largo de la Revolución filipina contra la colonización española y la posterior ocupación estadounidense: Malolos, Bacolor, Cabanatuan y Palanan.

- Durante la Campaña de Serbia en la Primera Guerra Mundial, el gobierno del Reino de Serbia trasladó temporalmente su sede de Belgrado a Niš (1914-1915) y Corfú (1916-1918).

- Durante la Primera Guerra Mundial, el gobierno de Rumania se trasladó a Iaşi después de la caída de Bucarest ante las potencias centrales.[4]

- Durante la guerra civil rusa, el régimen pan-ruso "blanco" de Alexander Kolchak tuvo su sede en Omsk.

- Durante la Guerra Civil Finlandesa en 1918, Vaasa fue la capital temporal de la Finlandia Blanca cuando los Guardias Rojos controlaban la capital de jure, Helsinki. Vaasa continuó sirviendo como capital hasta la Batalla de Helsinki.

- Tras el Armisticio del 11 de noviembre de 1918 que puso fin a los combates en la Primera Guerra Mundial, Berlín, como capital, se consideró demasiado peligrosa para que la Asamblea Nacional la utilizara como lugar de reunión, debido a los disturbios en las calles después de la Revolución Alemana. Por lo tanto, la tranquila y céntrica Weimar fue elegida como capital temporal (de ahí el nombre de República de Weimar para la Alemania del periodo de entreguerras).

- Durante el periodo de entreguerras, Kaunas fue la capital temporal de Lituania mientras la capital de jure, Vilnius, estaba controlada por Polonia.

- Durante la guerra civil española, los nacionalistas inicialmente tuvieron una capital temporal en Burgos. Una vez que los nacionalistas empezaron a sitiar Madrid, los republicanos mantuvieron capitales temporales primero en Valencia y luego en Barcelona. La capital volvió a Valencia cuando Barcelona cayó ante la Ofensiva de Cataluña.

- Durante la segunda guerra sino-japonesa, la capital de la República de China, Nankín fue capturada por Japón, lo que obligó a la República de China a trasladarse a Chongqing.

- En el apogeo de la guerra civil china en 1949, la República de China evacuó a su gobierno central, militares y muchos ciudadanos leales, (alrededor de 1 a 2 millones de personas) a la ciudad de Taipéi, ubicada en la isla de Taiwán. Taiwán ha sido controlado por la República de China desde la rendición japonesa al final de la segunda guerra sino-japonesa en 1945. Hasta la actualidad, el estatus oficial de Taipéi es el de "capital provisional", mientras que Nankín sigue siendo la "capital de jure" de la República de China.

- El Parlamento de Finlandia se trasladó de Helsinki a Kauhajoki durante la Guerra de Invierno.

- Durante la Segunda Guerra Mundial debido a las acciones de evacuación siguientes a la invasión nazi y la batalla de Moscú, la Unión Soviética tenía diferentes capitales de facto: Kuybyshev (ahora Samara, capital temporal planificada en caso de ocupación de Moscú y capital administrativa y diplomática temporal de facto), Sverdlovsk (ahora Yekaterinburgo, capital industrial temporal de facto), Kazán (capital científica temporal de facto) y Tyumen (capital espiritual temporal de facto).

- Durante la guerra de Indochina (1946-1954), el gobierno de Vietnam se trasladó de Hanói a Việt Bắc.

- Alemania después de 1945 consideró que Berlín seguía siendo la capital alemana. Pero debido al inicio de la Guerra Fría, Berlín se dividió a 161 kilómetros más allá de la frontera interalemana dentro de la zona controlada por los soviéticos que pronto se convertiría en la República Democrática Alemana. Como resultado, Bonn se estableció como capital temporal de la República Federal de Alemania hasta la reunificación alemana en 1990. El gobierno de Alemania y la mayor parte de sus oficinas se han trasladado desde entonces a Berlín, pero una gran parte de sus oficinas permanecen en Bonn. (La Ley Fundamental Alemana solo ha mencionado la capital desde 2008.)

- Durante la guerra de Corea, el gobierno de Corea del Sur trasladó temporalmente su capital a Busan antes del avance del Ejército Popular de Corea que conquistó y ocupó Seúl. Corea del Sur restableció Seúl como la capital permanente de Corea del Sur después del Armisticio de la guerra de Corea.[5]

- Durante la guerra de liberación de Bangladés, el Gobierno Provisional de Bangladés declaró a Mujibnagar como la capital temporal, aunque la sede del gobierno en el exilio permaneció en Calcuta durante la mayor parte de la guerra.

- La República Árabe Saharaui Democrática reclamó capitales temporales anteriormente en Bir Lehlou y actualmente en Tifariti, en contraste con su capital de jure de Laâyoune, que está controlada por Marruecos. Su sede de facto se encuentra en Tindouf, Argelia.

- El Gobierno Federal de Transición de Somalia se reunió en varios lugares dentro de su territorio en lugar de Mogadiscio, mientras que este último se consideró demasiado peligroso para reunirse.

- Durante la guerra civil libia de 2011, el Consejo Nacional de Transición (NTC) declaró que su base de operaciones en Bengasi sería la capital temporal de Libia, ya que la NTC había declarado anteriormente que su capital era Trípoli, controlada por el régimen de Gaddafi.[6]

- A raíz del golpe de Estado yemení de 2014-15, el presidente derrocado Abd Rabbuh Mansur al-Hadi declaró a Adén la capital provisional de Yemen, mientras que Saná está controlada por los rebeldes hutíes.[7]

- El gabinete turco utilizó Izmir como capital temporal durante un breve período después del intento de golpe de Estado del 15 de julio de 2016.